# Zakros
Zakros (grško Ζάκρος) je arheološko najdišče na vzhodni obali Krete z ostanki minojske civilizacije. Za Zakros velja, da je bil eno od štirih glavnih minojskih upravnih središč. Njegovo dobro zaščiteno pristanišče na pomembnem strateškem položaju je iz mesta naredilo pomembno izhodišče za trgovanje z vzhodom. Flinders Petrie povezuje Zakros s Tevkri, enim od ljudstev z morja.
V mestu je dominirala mestna palača, zgrajena okoli četa 1900 pr. n. št. in obnovljena okoli leta 1600 pr. n. št. Okoli leta 1450 pr. n. št. je bila uničena skupaj z drugimi večjimi središči minojske civilizacije. Od palače so ostale obsežne ruševine, ki so priljubljena turistična zanimivost.

## Zgodovina
Mesto je bilo prvič naseljeno v zgodnjeminojskem obdobju III do srednjeminojskega IA (ok. 2000 pr. n. št.). Monumentalna gradnja na mestu je potekala v dveh fazah. Stara palača je bila zgrajena pozno v srednjem minojskem obdobju, nato pa jo je uničil velik seizmični dogodek ok. 1700 pr. n. št. Takrat je bila zgrajena Nova palača. Uničena je bila v drugem potresnem dogodku ok. 1450 pr. n. št. (med poznominojskim obdobjem IA in poznominojskim IB). Obstajala je omejena stopnja zasedbe, ki je nato popolnoma prenehala ok. 1200 pr. n. št. (pozno minojsko III. obdobje). 3 metre široka s ploščami tlakovana cesta z žlebovi, zgrajena v protopalacijskem obdobju, je povezovala Kato Zakros in njegovo pristanišče. Vodila je do severovzhodnih vrat palače. V minojskem obdobju se je gladina morja štirikrat znižala (-4,00 ± 0,30 m, -2,85 ± 0,30 m, -1,25 ± 0,05 m in -0,50 ± 0,05 m) ali pa se je kopno dvignilo, kar je bilo zelo pomembno za pristaniško mesto. Na severu je veliko protopalacijsko in neopalacijsko mesto zasedlo hribe okoli palače. Mesto je bilo tako kot palača urejeno s pravokotnim tlakovanim cestnim sistemom. Glede na širino ceste in neobrabljenost koles se domneva, da je bil transport izveden s tovornimi živalmi.
Domneva se, da je bilo starodavno ime mesta Ditka.

### Arheologija
Mesto je prvi zabeležil Thomas Abel Brimage Spratt leta 1851.
Najdišče je leta 1894 in 1896 obiskal Arthur Evans, kopač iz Knososa. Zakros je izkopaval D. G. Hogarth z Britanske šole za arheologijo v Atenah pod okriljem Cretan Exploration Fund leta 1901, ki je delal predvsem v osrednjem območju, Ayios Antonios. Najdbe so vključevale bronasto orodje, keramiko, uteži za statve, pohištvo in stiskalnico za vino (skupaj so jih zdaj našli 7, vse na območju mesta). V kamniti kleti v enem od 12 domov, izkopanih na hribu na severovzhodu, je bila najdena majhna horda bronastih pripomočkov, vključno z dvema glavama sekire in tremi sulicami. Nekatera keramika iz kasnejših kontekstov je bila mikenskega grškega tipa. Nekatere majhne lokacije (Xerokambolina, Ambelis, Anthropolites, Tou Koukou do Kephali in S'tas Tavernas) v zgornji dolini Zakros blizu Espano Zakros so bile prav tako preiskane.ref>D.G. Hogarth, "Excavations at Zakro, Crete", Annual of the British School at Athens 7, pp. 121-49, 1901</ref> Hogarth je izkopal dve jami, primarna je imela 16 čevljev v premeru in 18 čevljev globoko z usedlino 8 čevljev globoko na dnu (zgornje 3 čevlje pa so motili roparski vaščani). Artefakti, predvsem keramika, najdeni v jami, sodijo v obdobje LM IA. V istem depozitu s tablico z linearno pisavo A in številnimi glinenimi pečati je bil najden en sam napisan okrogel (3,00 x 2,80 x 1,20 centimetra). Trije pečati so bili napisani s kretskimi hieroglifi. Nahajališče je bilo v plasti uničenja, datirani med plasti LM IA in LM IB. V jamah soteske so našli človeške ostanke.
Leta 1961 je Nikolaos Platon nadaljeval z izkopavanjem in odkril palačo Zakro (Novo palačo). Palača (ali upravno središče) s površino okoli 8000 kvadratnih metrov in s približno 150 sobami je imela dve veliki tlakovani dvorišči, eno osrednje in eno na zahodu. Njegovo delo se je tam nadaljevalo do njegove smrti leta 1992 in zdi se, da ga je nato nadaljeval Lefteris Platon. Velik del izkopavanj je bil na pobočju severovzhodno od palače, vključno z 'močno zgradbo', 'stavbo z majhnim stolpom' in 'stavbo lončarskih trgovin'. Med izkopavanjem je projekt namakanja zahodno od najdišča v Pezoules Kephala razkril srednjeminojske grobnice. Izkopani sta bili dve, ena enojna grobnica in ena grobnica z več komorami. Okostja so bila najdena in pozneje pregledana. Na tem mestu je bilo najdenih več glinenih plošč z napisi v linerni pisavi A. Najdeni so bili ingoti iz bakrene volove kože iz LM IA. Najden je bil en egipčanski vrč, ki je bil lokalno spremenjen.
V Zakrosu so našli številne pečate, večinoma iz steatita in glinene pečate. V kultnem skladišču palače so našli dve egipčanski zgodnjedinastični skledi. Menijo, da izvirajo iz razširjene trgovine z artefakti iz oropanih egiptovskih grobnic v tistem obdobju. Zakros je drugi največji vir obnovljenih napisov v linearni pisavi A, takoj za Agio Triado. Skupno je bilo najdenih 591 dokumentov, sestavljenih iz 31 tablic in 560 zapečatenih dokumentov.
Številni izkopani artefakti so shranjeni v Arheološkem muzeju v Iraklionu. Nekateri predmeti, ki jih je Hogarthu dala kretska vlada, so shranjeni v Ashmolovem muzeju

## Geografija
Zakros je bil razdeljen na Epano Zakros (Gornji Zakros) na pobočju manjše vzpetine in Kato Zakros (Spodnji Zakros) ob morju. Skozi oba dela antičnega mesta poteka grapa, znana kot Grapa smrti. Ime je dobila po številnih grobovih v jamah na obeh pobočjih.
Epano Zakros je 38 km od Sitije. Sodobni Zakros je dokaj velika vas, h kateri spadajo manjše vasi Kato Zakros, Adravasti, Azokeramos, Kellaria, Klisidi in zaselki Ayios Georgios, Sfaka, Kanava in Skalia. Asfaltna cesta se lonča v Kato Zakrosu.

## Vir
- Nikolaos Platon (1971). Zakros: The Discovery of a Lost Palace of Ancient Crete. Scribner. ISBN 0684311038.